# アリエル・ハルシュ
アリエル・ハルシュ（Ariel Harush、1988年5月25日 - ）は、イスラエル・エルサレム出身のサッカー選手。ポジションはGK。イスラエル代表。

## 人物
セファルディムの家族の下、イスラエルのエルサレムで生まれた。

## タイトル
ベイタル・エルサレム
- グヴィア・ハメディナ : 1回 (2008-09)

ハポエル・ベエルシェバ
- グヴィア・ハメディナ : 1回 (2021-22)